# دزیره هنری
دزیره هنری (انگلیسی: Desirèe Henry؛ زادهٔ ۲۶ اوت ۱۹۹۵) دونده اهل بریتانیا است.
وی در مسابقات کشوری و بین‌المللی در مجموع برندهٔ ۲ مدال نقره شده‌است.